# Galena (Illinois)
Galena es una ciudad ubicada en el condado de Jo Daviess en el estado estadounidense de Illinois. En el Censo de 2010 tenía una población de 3429 habitantes y una densidad poblacional de 317,57 personas por km².

## Geografía
Galena se encuentra ubicada en las coordenadas 42°25′22″N 90°25′49″O / 42.42278, -90.43028. Según la Oficina del Censo de los Estados Unidos, Galena tiene una superficie total de 10.8 km², de la cual 10.78 km² corresponden a tierra firme y (0.17%) 0.02 km² es agua.

## Demografía
Según el censo de 2010, había 3429 personas residiendo en Galena. La densidad de población era de 317,57 hab./km². De los 3429 habitantes, Galena estaba compuesto por el 93.58% blancos, el 0.47% eran afroamericanos, el 0.67% eran amerindios, el 0.58% eran asiáticos, el 0% eran isleños del Pacífico, el 3.7% eran de otras razas y el 0.99% pertenecían a dos o más razas. Del total de la población el 8.28% eran hispanos o latinos de cualquier raza.